# Paragia mimetica
Paragia mimetica är en stekelart som beskrevs av Richards 1968. Paragia mimetica ingår i släktet Paragia och familjen Masaridae. Inga underarter finns listade i Catalogue of Life.